# Средняя школа № 1 (Новогрудок)
Сре́дняя шко́ла № 1 го́рода Новогру́дка (бел. Сярэдняя школа №1 горада Навагрудак) — государственное учреждение образования города Новогрудок. Расположена по улице Сечко дом 1. Ранее являлась белорусской гимназией, где учился известный белорусский и американский общественный деятель, учёный в области астронавтики Борис Кит.

## История
Школа впервые была открыта как "новогрудская белорусская гимназия" в 1919 году, 25 мая. Первым директором родителями был избран Ян Цехановский.
В начале гимназия не была полностью белорусскоязычной, поэтому руководство придерживалось гуманитарного направления, когда основное внимание уделялось изучению языков. Кроме белорусского и польского преподавались французский и немецкий языки. Латинский язык изучался факультативно. Постепенно в учебном заведении начали увеличивать математически-естественные предметы ради потребностей крестьянского хозяйства, откуда происходило большинство гимназистов. Срок обучения составлял 8 лет.
При гимназии работали художественные кружки разных направлений: танцевальный, литературный, драматический. Особую популярность обрели хоровой и музыкальный, которым руководил Антон Волынчик. Действовали спортивные секции по легкой атлетике, футболу, боксу, лыжам.
Очень хорошее отношение к белорусской гимназии было у Новогрудского воеводы Зыгмунта Бечковича, который потом был воеводой Виленским. Как вспоминал Борис Кит:
Так он один из первых польских либералов заинтересовался белорусским делом и даже хотел помочь белорусам, чтобы вырвать их из-под коммунистического влияния. Даже приходил к нам в гимназию инспектировать нашу деятельность. Позже он помог получить ей государственные права.
В начале гимназия не имела своего здания, занятия проходили в еврейской школе. Евреи учились утром, белорусы - после обеда.
Польским государством выплачивались зарплаты только четырем из двух десятков учителей. Эти четверо, в числе которых был доктор Орса, делили свои деньги на остальных коллег.
19 сентября 1929 года в Новогрудке, с участием польского президента Игнация Мосцицкого (1926 — 1939), местные власти по-польски и по-белорусски озвучили Акт о строительстве Белорусской школы. Строительную площадку освятил православный епископ Алексей. Президент Мосцицкий пожертвовал на строительство 2000 злотых
В июне 1934 года польские власти объявили о закрытии белорусской гимназии в Новогрудке. Учащимся было предложено продолжить науку в местной польской гимназии имени Адама Мицкевича. Около 80% учеников, однако, решили продолжать учебу в Виленской белорусской гимназии. Новогрудская белорусская гимназия отныне была закрыта.
Сразу после закрытия гимназии из Вильны приехал Борис Кит. Он устроил переезд гимназистов в Вильну, размещение в общежитии Виленской белорусской гимназии.
После присоединения Западной Беларуси к БССР (1939 году) и передачи Вильно и Виленского края Литве, литовский министр просвещения Жугжда категорически был против существования белорусских школ в Литве. По просьбе белорусской делегации (Адам Станкевич, Адольф Климович, Янка Шутович) об открытии белорусских школ Жугжда ответил: «Кто хочет учиться по-белорусски, пусть едет на Беларусь». В этих условиях большинство учеников обратилось в дирекцию с просьбой, чтобы организованно переехать в Новогрудок, где можно было бы учиться в местной гимназии. Борис Кит поехал в Новогрудок, посетил руководителя школьного отдела Барановичского округа Артемия Савченко, человека, который приказал восстановить белорусскую гимназию в Новогрудке в том самом здании, где она действовала до закрытия. Через неделю удалось перевезти учеников из Вильны в Новогрудок, Борис Кит был назначен директором гимназии. Были открыты десять общежитий для юношей из далеких деревень. Рядом была основана вторая — 7-летняя белорусская школа. Из Вильны был перевезен даже оркестр, который после устраивал выступления в Новогрудке.
Количество учеников быстро превысило 1000 человек, были открыты параллельные классы. Открылись также вечерние занятия для взрослых. Борис Кит старался отыскать высококвалифицированных преподавателей, в этот период в гимназии преподавали В. Станкевич, Которым Скурат, Александр Орса, Ольга Русак, Э. Залкинд, Л. Борисоглебский, А. Онищик и др. Было открыто 10 общежитий для учеников из дальних мест. При гимназии открылась 7-летняя школа.
В результате доноса Владимира Панько (по словам бухгалтера школьного отдела Голобурды) к заведующей РайАНА Гуртавцовой, что Борис Кит ранее принимал активное участие в Национальном (национал-буржуазном) белорусском движении и не должен быть директором советской школы, Гуртавцова вызвала из Минска на место директора своего знакомого Феликса Боржемского, а Борис Кит был назначен его заместителем. Однако вскоре он был вынужден уехать в Барановичи и сразу занял должность школьного инспектора.
Новогрудская белорусская гимназия работала и под немецкой оккупацией. Это время существования гимназии мало освещено в белорусской историографии.

#### Учителя
Ксения Баландович, Александр Данилевич, Жозефина Запольская, Александр Орса (доктор естественных наук), Гита Гецева, Ольга Русак, Наталья Орса, Нина Трусевич, Евгений Милов, Петр Якимович, Дроздович, Язеп Дроздович (художник), Михал Чатырка, Петр Скребец, Зофия Баранович, Галина Емелковская, Глекерия Матевская, Антон Волынчик (музыкант и композитор), Александр Шумский.

#### Известные выпускники
- Леонид Борисоглебский
- Лев Горошкo
- Анатолий Иверс
- Борис Кит
- Борис Рогуля
- Михась Рoгуля
- Язеп Сажич
- Борис Сладовский
- Нина Тарас
- Владимир Сивко
- Владимир Набогез

## Музей Бориса Кита
В здании школы в 2008 году был открыт музей Бориса Кита (в комнатке, где в 1939 году он жил), где имеются многочисленные материалы, касающиеся и истории самой гимназии.

## Архитектура
Трехэтажное кирпичное здание, накрытое вальмовой крышей. По периметру здания проходит карниз. Центральная часть фасада выдвинута ризалитом, который завершен прямым аттиком. В ризалите на третьем этаже оконные проемы полуциркульного очертания, остальные оконные проемы прямоугольные без плинтусов. Вход оформлен порталом с прямым карнизом.